# RVF Honda
RVF Honda es un videojuego de carreras de motocicletas desarrollado y publicado por MicroProse Software para Atari ST y Amiga.

## Jugabilidad
RVF Honda te sube a bordo de una moto RC30 con la misión de convertirse en campeón del mundo. Inicialmente se compite a nivel Clubman en pistas locales ficticias, antes de pasar al Reino Unido y luego a carreras de campeonato mundial si se es lo suficientemente bueno.
Cada clase de carrera tiene 8 oponentes por computadora, y los 7 primeros clasificados en cada una de las 8 carreras del campeonato obtienen puntos, y las carreras se pueden configurar en 5, 10, 15 o 20 vueltas. Los gráficos del juego presentan motos basadas en sprites sobre un escenario poligonal, lo que hace que el juego sea muy rápido.
En los circuitos hay charcos de agua que alteran el manejo de la moto y de aceite, que provoca caídas. Se necesita tiempo para volver a montar la moto y recuperar la velocidad acelerándola nuevamente, y después de un par de choques, el tablero de la moto falla, lo que hace que sea mucho más difícil competir.
Hay un modo de conexión de módem nulo para dos jugadores, que puede admitir una carrera ST contra un Amiga si se tiene el cable adecuado.